# Влада Обрадовић Камени
Влада Обрадовић Камени (Липа, код Бихаћа, 20. јануар 1912 — Карловчић, код Пећинаца, 2. јун 1944) био је учесник Народноослободилачке борбе и народни херој Југославије.
Као десетогодишњи дечак, са мајком је дошао у Ашању, код Земуна, где је радио као чобанин и слуга, код богатих сеоских газди. Учествовао је у Априлском рату, а након капитулације се вратио у село. У лето 1941. самостално је организовао напад на немачки аутомобил, након чега је био ухапшен од фолксдојчера. Успео је да побегне из затвора у Руми и одређено време се скрива у селу.
Новембра 1941, заједно са неколико другова, повезао се са Народноослободилачким покретом (НОП) и постао један од његових најактивнијих чланова. Окупљао је људе по селу, скривао илегалце и др. Након партизанског напада на Ашању, септембра 1942. ступио је у Посавски партизански одред и добио партизанско име Камени. Већ у првим борбама у Срему истакао се храброшћу, због чега је постао популаран међу борцима. Октобра 1942. примљен је у чланство Комунистичке партије (КПЈ) и постављен за командира Ударне чете.
У саставу Шесте источнобосанске бригаде, његов Посавски батаљон, новембра 1942. прешао је у источну Босну, где је учествовао у борбама против немачких, усташко-домобранских, али и четничких јединица. Као митраљезац, посебно се истакао у борбама са усташама код Лопара, као и борбама са четницима на Мајевици и Романији. Априла 1943. приликом формирања Друге војвођанске бригаде постављен је за командира чете у Другом батаљону. Након формирања, ова бригада водила је борбе против усташко-домобранских снага у Семберији, а у током јуна и јула 1943. учествовала је у ослобођењу Сребренице, Власенице и Зворника.
Половином августа 1943. у борбама против усташа у околини Босанске Раче, теже је рањен у десну ногу, због чега је послат у Срем на лечење. Након лечења у Карловчићу, октобра 1943. постављен је за командира чете у Специјалном батаљону, чији је задатак био да обезбеди одлазак на Космај групе војно-политичких руководилаца, које је Врховни штаб НОВ и ПОЈ преко Срема упутио у Србију. У току овог похода, у борбама са четницима погинуо је командант батаљона Јован Вуксан Моша, након чега је Камени преузео његову дужност. По повратку у Срем, половином новембра 1943. постављен је за команданта Трећег батаљона Првог сремског одреда, који је убрзо по њему постао познат као Каменов батаљон.
Како би избегао уништење, његов батаљон је у току зиме 1943/44. био базиран у Ашањи и Огару, уз извођење мањих акција и праћење транспорта хране до Фрушке горе, док је Камени за то време учествовао у раду Месног Народноослободилачког одбора у Ашањи. На пролеће батаљон је почео са активношћу, а почетком маја 1944. Камени је одбио наређење да се са батаљоном повуче на Фрушку гору, већ је остао са народом за време вишедневне окупаторске блокаде простора око Обедске баре и Купинске греде.
Половином истог месеца његов батаљон ушао је у састав Шесте војвођанске бригаде, после чега је учествовао у нападу на Јаково. Пар дана касније, 2. јуна 1944. група фолксдојчера из Шимановаца извршила је напад на Карловчић, након чега је његов батаљон пошао у помоћ. Док су Прва и Друга чета вршиле напад на немачке снаге у Карловчићу, Камени је одлучио је да им са Првом четом Сремског одреда направи заседу на изласку из села. При крају борбе са немачким снагама, које су се повлачиле, Камени је стојећи пуцао из митраљеза и тада га је један метак смртно ранио. Након погибије, сахрањен је на гробљу у Ашањи.
За народног хероја проглашен је 5. јула 1951. године.

## Биографија
Рођен је око 20. јануара 1912. у селу Липа, код Бихаћа. Његов отац Ђуро Грбић имао је петоро деце — синове Милана и Видака и ћерке Јованку, Љубицу и Мару. Након смрти жене, започео је ванбрачну везу са Стаком Обрадовић и са њом добио сина Владу. Годину дана након његовог рођења, фебруара 1913. Ђуро је умро у шуми приликом одласка по дрва. Стака је још неко време остала са његовом децом, све док синови Милан и Видак нису довољно порасли да се старају о породици. Након напуштања куће Грбића, за време Првог светског рата, Владина мајка се преудала за Гају Балабана и са собом повела Владу, који услед великог сиромаштва, није могао да иде у школу, већ се од шесте године посветио чувању стоке и другим сеоским пословима.
Стакина браћа Лаза и Обрад, искусни шумски радници, почетком 1920-их су у трагању за послом дошли у шуме у околини Купинова. Недуго потом, у Срем су довели и своје породице. Лаза се настанио у Ашањи, а Обрад у Купинову. Године 1923. у село Ашању, у тадашњем земунском срезу, преселила се и Стака Обрадовић са супругом Гајом Балабаном и сином Владом. Након доласка, Гаја се запослио као шумски радник, а породица се сместила у шумарској кући у шуми Галат, у близини села. Касније су на испарцелисаном пашњаку, на крају села, почели да подижу своју кућу. Како је престарио за полазак у основну школу у Ашањи, а због лошег материјалног стања породице, Влада је као једанаестогодишњи дечак почео да ради као слуга код имућнијих сеоских газди.
У почетку је заједно са другом сеоском децом чувао свиње, а касније, када је физички ојачао, бавио се и тежим пољопривредним пословима. Извесно време је радио код домаћег Немца Јохана Шмита Панчевца, а најдуже се задржао код Милоша Лазића, са чијим је сином Станиславом био у добрим односима, а касније се и окумио. Много је волео коње и са посебно пажњом је водио бригу о њима и био веома умешан у њиховом обучавању. Године 1932. поново је отишао у родни крај, како би у Бихаћу обавио регрутацију, после чега је отишао на одслужење војног рока у Љубљану. Југословенску војску одслужио је у митраљеској чети, где је стекао доста знања око руковања митраљезима и пушкама, као и другим борбеним радњама.
Након повратка из војске, умро му је очух Гаја, па је брига о породици, мајци Стаки и њено двоје деце — сину Станку (партизанско име Тома) и ћерци Споменки, пала на њега. Недуго потом, оженио се Иванком Даниловић из Ашање, али је овај брак потрајао само неколико година, због њене преране смрти на порођају почетком 1941. године. У потрази за бољим послом и већом зарадом, радио је на разним местима. Касније је уз помоћ кума Станислава Лазића, набавио два коња и кола, са којима је сечена дрва носио у Земун ради продаје.
Тежак сељачки живот, али и неписменост, нису му дозвољавали да се бави политиком, али је одређена политичка сазнања добијао од свог кума, који је редовно читао новине и био опозиционо расположен. Посебно интересовање мештана Ашање за актуелне политичке догађаје почело је почетком 1941, када је наступила криза око могућег приступања Краљевине Југославије Тројном пакту. Ово је изазивало пажњу међу већинским Србима и мањинским Немцима у Ашањи, али и код старијих мештана евоцирало успомене из Првог светског рата. Влада је тада често слушао ратне приче старијих Ашањаца. Они који су били српски добровољци причали су му како су из Добруџе стигли на Солунски фронт, о борбама на Кајмакчалану и гоњењу непријатељских снага, док су они који су били мобилисани у аустроугарску војску говорили о борбама у Италији и на Галицији, као и својим махинацијама како би избегли фронт и вратили се кући. Највише је волео да слуша приче солунског добровољца Саве Гавриловића, који му је често говорио о борбама на Кајмакчалану, Битољу и др, уверавајући га да ће Немци изгубити и овај рат.

### Априлски рат, окупација и хапшење
Убрзо након вести о војном пучу од 27. марта 1941. мобилисан је у Југословенску војску. Налазио се у пуку, који су углавном сачињавали Крајишници и који се налазио у Бачкој, у близини границе са Краљевином Мађарском. Иако је маштао о великим борбама, попут оних на Церу и Колубари, разочарао се одмах након напада на Југославију, 6. априла 1941. јер се његова јединица непрекидно повлачила. Након доласка јединице на Фрушку гору, очекивао је да ће одатле пружити отпор, али је настављено повлачење према Београду. На путу између Инђије и Голубинаца, добили су информацију да је мост на Сави срушен, услед чега је наступило потпуно расуло јединице. Тада је са четворицом другова избегао заробљавање и вратио се у Ашању. Из војске је донео пушку, коју је сакрио у штали и пиштољ, који је чувао у пећи у спаваћој соби.
Пар дана потом, у село су из правца Деча ушли немачки војници, које су свечано дочекали домаћи Немци. За председника сеоске општине постављен је Јохан Шмит Панчевац, богати газда, код кога је Влада извесно време радио као слуга. Иако је још у току Априлског рата, у Загребу 10. априла 1941. проглашена Независна Држава Хрватска (НДХ), у чији је састав ушао и Срем, сву власт на простору југоисточног Срема (од Сланкамена на Дунаву до Бољеваца на Сави, са селима земунског и старопазовачког среза) преузели су домаћи Немци (фолксдојчери), с обзиром на велики број немачког становништва на овом подручју. Усташе нису биле задовољне овим стањем, па се између њих и фолксдојчера водила стална борба за власт у овим селима. Овакво стање потрајало је до октобра 1941, када је југоисточни Срем и формално ушао у састав НДХ. У недостатку Хрвата на овом подручју, усташе су покушале да у свој покрет ангажују Словаке, који до тада, заједно са Србима, нису имали никаква права. Известан број Словака из Ашање прикључио усташама, а нарочито се истицао таборник Јанко Ковач. Међу фолксдојчерима у Ашањи, поред Јохана Шмита, истицао се и Мартин Шефер, који је био шеф полиције.
Након окупације, Влада је избегавао сусрете са домаћим Немцима, посебно оним млађим, са којима је пре рата често знао да се потуче. Заједно са другом Живком Миловановићем, смишљао је начин како да се супротставе окупатору, посебно после вести о нападу на Совјетски Савез, што је ојачало њихову наду у победу Савезника. Једне јулске вечери, у припитом стању, одлучили су да камењем заспу аутомобил са немачким официрима, који је из правца Обедске баре улазио у Ашању. Након ове несмотрене акције, побегли су ка каналу Јарчини, али су исте ноћи ухваћени од „маншафтоваца” и спроведени у зграду општине. На саслушању су се правдали како су мислили да је у питању аутомобил извесног Мије Чобановића из Петровчића, који је Живка преварио приликом куповине јагањаца. Сутрадан су по њих дошле усташе из Купинова и спровеле их тамо, где су у жандармеријској станици тучени и малтретирани. На интервенцију председника ашањске општине Јохана Шмита, Живко је пуштен из притвора, док су Владу усташе након пар дана спровеле у затвор у Руми.

### Бекство, скривање и повезивање са партизанима
Након неколико дана проведених у затвору у Руми, искористио је непажњу, још увек неискусних чувара, припадника „Дојче Маншафта” и побегао преко затворског зида. Успео је да дође до кукурузних поља, која су му пружила сигурну заштиту и након пар дана лутања по сремским пољима дође до атара Ашање. Ноћу се привукао кући и јавио породици, а потом се сакрио на тавану код комшија Марка и Софије Иванишин, досељеника из Доњег Лапца, којима је доста помогао након њиховог досељења у Срем. У кући која је делила њихову и Владину, живели су домаћи Немци, али како нису били профашистички оријентисани, нису представљали велику претњу. Док се скривао на тавану, размишљао је како да се пребаци у Србију, где је чуо да је избио устанак против окупатора. Покушао је да се повеже са Марковим рођаком из Београда, који је био подофицир Југословенске војске, али је овај покушај пропао јер Марко није добио дозволу да напусти село и потражи рођака.
Како је тензија између усташа, којима је приступио понеки Словак и домаћих Немаца, била доста напета, ово је у Ашањи стварало добру прилику за Србе, које су и једни и други покушавали да придобију за себе. Владин напад на немачке официре полако је заборављен, а преко комшије Адама, који је као домаћи Немац морао да учествује у сеоским стражама, сазнао је да немачка полиција трага за бегунцем из Купинова, пошто се Влада у затвору у Руми представио да је из Купинова, јер су га усташе из тог места довеле у затвор. Након што је увидео да су околности повољне, одлучио је да се више не крије и истог дана упрегао коње и пошао у поље. Како је извукао поуку из претходног хапшења, ретко је спавао код куће, а чешће у пољу или код пријатеља, који су живели на крају села и у близини шуме и избегавао је сусрете са фолксдојчерима и усташама. Тада се поново оженио са супругом Секом.
У лето 1941. Срески комитет КПЈ за Земун покренуо је акцију за организовање Народноослободилачког покрета (НОП) у свим селима земунског среза. У селима у којима није било партијских организација Комунистичке партије Југославије (КПЈ), међу којима је била и Ашања, трагало се за људима који су били спремни за борбу против окупатора. Чланови КПЈ из суседних села добијали су задатке да се повезују са познаницима, пријатељима, рођацима и међу њима проналазе симпатизере. Прве везе са Ашањом направљене су преко чланова и симпатизера КПЈ из Земуна, Деча, Шимановаца и Купинова, али је до првих конкретних акција дошло посредством металског радника Михајла Вукше, члана Среског комитета КПЈ и секретара партијске ћелије у фабрици „Икарус”, који се повезао са својим даљим рођацима, браћом Михаилом, Пером и Марком Батесом, који су се пре рата доселили у Ашању. Када је у јесен 1941. дошло до провале и хапшења у Земуну, Вукша је као компромитован морао да пређе у Карловчић, где се запослио у Чортановом млину. Као члан Среског комитета КПЈ одавде је наставио да ради на организовању Народноослободилачког покрета, али је брзо запао за очи окупаторима, па је половином новембра 1941. прешао код Батесових у Ашању. Овде се није дуго задржао, а касније је отишао у партизанске јединице и децембра 1943. погинуо у борбама против усташа, код Петровчића.
Пре одласка у партизане, Вукша је Марка Танурџића Шифтара, члана партијске ћелије из Деча, повезао са браћом Батес и дао му задатак да у Ашањи формира групу симпатизера Народноослободилачког покрета. Преко Батесових, Шифтар је окупио прву групу активиста, коју су поред браће Батес, сачињавали Станислав Лазић и Ђока Миливојевић. Када је на првим састанцима било речи о укључивању других мештана у НОП, Станислав Лазић је најпре предложио свог кума Владу Обрадовића, који је међу првима ушао у сукоб са Немцима и био спреман да им се у сваком тренутку супротстави. На прихватање осталих, на следећи састанак је позван и Влада, који је на Шифтара оставио позитиван утисак, као одлучан и храбар човек. Ширећи групу активиста Народноослободилачког покрета, он је у њен рад укључио и своје комшије Марка и Софију Иванишин. Учествовао у састанцима Месног Народноослободилачког одбора, који су одржавани у кући Лазића и прихватао најтеже и најодговорније задатке. Када је у пролеће 1942. у Прогару откривена партијска организација КПЈ и почело хапшење, прихватио је неколико другова и организовао њихово смештање у кућама у Ашањи. У априлу 1942. настојао је да по сваку цену спречи одлазак групе младића из села на рад у Немачку и радне јединице Хрватског домобранства. Како би спречио њихов одлазак, позване младиће одвео је у Бојчинску шуму, а након извесног времена председник општине Јохан Шмит одобрио је да се младићи слободно врате у село. Одржавање везе са активистима у Ашањи, након Шифтара, преузео је Станислав Жутић Баћа, који је најпре успоставио везу са Станиславом Лазићем, а потом је приликом својих долазака, најчешће навраћао код Владе, пошто се његова кућа налазила на уласку у село. Дружећи се са њим, Баћа је све више увиђао његову оданост покрету и храброст, као и способност да извршава најтеже задатке.
У пролеће 1942. Станислав Жутић Баћа добио је задатак од Среског комитета КПЈ да у Ашањи формира прву партијску ћелију. У разговору са Станиславом Лазићем, око укључивања групе активиста Народноослободилачког покрета у Комунистичку партију, Лазић је међу првима предложио Владу Обрадовића, као једног од најактивнијих. Након овога, Баћа је разговарао и са другим истакнутим активистима, али неки од њих су имали лоше мишљење о Влади — замерали су му да је пргав, прети Немцима, воли жене, уме да попије и др. Своје и Станиславове импресије о Владиној храбрости и активности, као и примедбе појединих другова, Баћа је изнео пред другове из Среског комитета, који су одлучили да Влада заједно са осталим буде кандидат за члана КПЈ. Неколико дана касније, Баћа је у кући Лазића, где су одржавани састанци Месног НО одбора, окупио групу најистакнутијих активиста, коју су сачињавали: Станислав Лазић, браћа Михаил и Пера Батес, Ђока Милојевић и Влада Обрадовић и саопштио им да су постали кандидати за чланове КП Југославије, чиме је у Ашањи формирана прва партијска ћелија.

### Напад на Ашању и одлазак у партизане
Као кандидат за члана КПЈ, још активније је наставио са радом на окупљању људи и њиховом укључивању у Народноослободилачки покрет. Као једном од најодлучнијих, поверавани су му најтежи задаци. Августа 1942. организовао је прихват групе од десетак младића и девојака из Деча, коју је Стеван Жутић Баћа повео у партизане, али пошто су били откривени на Страјиновом салашу, код Сремских Михаљеваца, морали су се под борбом повући према Ашањи. Сместили су се у оближњој шуми, а Влада је пуних десетак дана бринуо о њиховој безбедности и исхрани. Упоредо је пратио ситуацију у селу и слао активисте у Деч и Карловчић, како би успоставио везу са Посавским партизанским одредом. Током боравка групе у околини Ашање, придружили су им се Јоца Станишић и Ђока Миливојевић, који су били први Ашањци који су ступили у партизане. Након успостављања везе са Одредом, Влада је са једним водичем групу партизана отпратио до Марића Беговине, где се налазио Посавски одред.
После партизанских акција у Шимановцима, Суботишту, Попинцима, Дечу и другим местима, све више је размишљао о могућностима ликвидација окупаторско-усташке посаде у Ашањи и ову идеју је предложио члановима Месног Народноослободилачког одбора, а потом и руководиоцима Посавског одреда — команданту Милану Степановићу Матрозу и политичком комесару Воји Јовановићу Томи. Штаб Одреда такође је сматрао да се напад на Ашању може успешно извести, па је почео са његовом припремом. Заједно са Станиславом Лазићем и Слободаном Кнежевићем, Влада је дошао у Одред, како би помогли у нападу на село. Додељен је за водича једној десетини из чете, под командом Милана Јешића Ибре, чији је задатак био да пре напада уђе у село и смести се на тавану једне штале, са које се могло видети место где се прикупља немачко-усташка стража и одакле би било згодно да је нападне и разоружа, а потом заузме зграду поште.
Напад Посавског одреда на непријатељску посаду у Ашањи извршен је у ноћи 3/4. септембар 1942. године. Партизанска група, која се из правца Марића Беговине, Широким шором кретала ка центру села пошла је мало раније од других група, а на ивици села спазио је један фолксдојчер, који је одмах отрчао у центар и подигао узбуну, што је омогућило немачко-усташкој посади да заузме положаје за одбрану, чиме је у потпуности изостало планирано изненађење. У оштрим борбама, које су вођене у центру села, тешко је рањен комесар Одреда Воја Јовановић Група у којој се налазио Влада успела је да заузме зграде основне школе и општине и запали општинску архиву. Најјачи отпор пружан је из зграде у којој су се налазиле пошта и усташки табор и која је била заштићена зидом од цигле и бункером. Неколико партизанских покушаја да се пребаце преко улице и приближе згради поште осујећено је жестоком митраљеском ватром из ове зграде и са црквеног торња. Међу најактивнијима у пружању отпора била су браћа Јохан и Петер Рис, који су забарикадирани у утврђеној пошти, претили да ће убити сваког ко буде хтео да се преда. У једном од неуспелих напада на зграду поште погинуо је политички комесар чете Васа Рајчевић Стрина. Док су вођене борбе у центру, групе партизана вршиле су претрес фолксдојчерских и усташких кућа тражећи оружје и другу опрему. Највећи број насилно мобилисаних припадника Дојче Маншафта, који су сваке ноћи чували страже око села, током борбе се посакривао и није пружао отпор. Како је време пролазило, а нарочито након погибије комесара чете и рањавања двојице бораца, било је јасно да се упориштем неће овладати до краја ноћи, па је Штаб Одреда донео одлуку о повлачењу. У току акције убијен је председник општине Јохан Шмит, заробљена тројица фолксдојчера, као и заплењено 18 пушака и доста војне опреме.
После повлачења, Влада и његов кум Станислав Лазић ступили су у Посавски одред, а поподне истог дана су од другова из Штаба Одреда добили нова конспиративна партизанска имена — Станислав се помало бавио браварским занатом па је добио надимак Гвоздени, док је Влада због своје „прве акције” са почетка окупације, када је каменицама засуо аутомобил са немачким официрима, добио назив Камени. После партизанског напада, у Ашању је дошло појачање из Земуна, Деча и Бечмена, након чега је у центар села доведено 70 ухапшених мушкараца и жена. Према мерама одмазде за убијеног председника општине Јохана Шмита Панчевца требало је да се стреља 50 мештана српске националности, али је ово спречила његова мајка Марија Шмит, која није желела да због смрти њеног сина страдају недужни људи са којима је годинама живела у слози. Након њеног енергичног протеста, немачки мајор и група усташких функционера отишли су у Земун, а већина похапшених пуштена је исте вечери, док су у затвору задржана њих дванаесторица. Неколико дана касније, група партизана успела је да на путу између Сремских Михаљеваца и Карловчића ухвати и потом убије браћу Јохана и Петера Риса и Артура Таберта, који су руководили отпором немачко-усташке посаде приликом напада на Ашању.

### Реорганизација Одреда и прелазак у Босну
У току септембра 1942. извршена је према ранијој наредби Врховног штаба НОП и ДВЈ реорганизација партизанских снага у Срему. Због уништења Покрајинског комитета КПЈ за Војводину и Главног штаба НОП одреда Војводине, као и слабих веза са Покрајинским комитетом КПЈ за Србију, који се налазио у окупираном Београду, руководство партизанског покрета у Срему привремено је стављено у надлежност Треће оперативне зоне Главног штаба НОП одреда Хрватске. Партизански одреди који су дејствовали на овом терену (Подунавски, Посавски и Фрушкогорски одред) преформирани су у батаљоне тада формираног Трећег сремског одреда. Посавски партизански одред постао је тада Трећи посавски батаљон Трећег сремског одреда, а његово руководство су сачињавали — командант Илија Богдановић Чича, заменик команданта Милан Степановић Матроз, политички комесар Бранко Пешић Бели и заменик политичког комесара Милан Веселиновић Феђа. Приликом реорганизације одреда Влада Обрадовић Камени је заједно са још неколико искуснијих бораца пребачен у Ударни вод, који је у оквир Одреда формиран августа 1942. и који је сачињавало двадесетак бораца.
Заједно са борцима Ударног вода, учествовао је 29. септембра 1942. у заседи на Галовици, код Сремских Михаљеваца када је уништен немачки камион, заробљена четири немачка војника, један пушкомитраљез, три пушке и доста муниције. Крајем септембра и почетком октобра 1942. чете Трећег посавског батаљона изводиле су готово свакодневне акције током којих су паљене општинске архиве, разоружаване окупаторско-квислиншке посаде, пресретане жандармеријске патроле, убијани петоколонаши по селима и др. На посебном удару биле су непријатељска упоришта у Шимановцима, Ашањи, Купинову, Хртковцима, Грабовцима и др, док су сва села са српском већином напустиле окупаторске посаде. Акције сремских партизана толико су узеле маха, да су домаћи Немци ретко појављивали на њивама изван села. У већини акција истицао се Ударни вод, а међу његовим борцима посебно је предњачио Камени. Храбар и искрен, брзо се зближио са свим борцима у Посавском батаљону, па су га сви волели и ценили. Залагањем Живојина Контића Корчагина, секретара четне партијске ћелије, Влада Обрадовић је октобра 1942. примљен у чланство Комунистичке партије Југославије (КПЈ) и убрзо потом постављен за командира Ударног вода. Заједно са Подунавском четом, чији је командир био Марко Танурџић Шифтар, који је Каменог годину дана раније укључио у Народноослободилачки покрет, Ударни вод је 18. октобра 1942. на путу Прхово—Сремски Михаљевци водио једночасовну борбу са немачком казненом експедицијом, која је дошла да изврши одмазду за раније уништени немачки камион. У тешкој борби убијено је више немачких војника, али су у току борби Немци успели да побију већину од 20 талаца које су повели из Михаљеваца.
Почетком октобра 1942. у Срем је из Босне, исцрпљена у борбама са немачким, усташко-домобранским и четничким снагама, прешла Шеста источнобосанска ударна бригада, са циљем да се њени борци овде мало одморе и среде. У то време у Срему је било преко 800 партизанских бораца. Прилив нових бораца био је константно велик, али услед недостатка наоружања нису сви могли бити прихваћени. Захваљујући Фрушкој гори и кукурузом и сунцокретом засејаном земљишту у остатку Срема преко лета се могло ратовати и одржати на овом равничарском терену, али је зима представљала опасност. Разматрајући новонасталу ситуацију, у јесен 1942. Окружни комитет КПЈ за Срем и Штаб Трећег сремског одреда дошли су до закључка да би се главнина снага морала пребацити у погодније крајеве, у којима би успела да опстане преко зиме, а потом се на пролеће вратила и наставила са дејствима на свом терену. Након преласка Шесте источнобосанске бригаде у Срем, са препоруком Светозара Вукмановића Темпа да се ојача једним батаљоном из Срема, размотрена је могућност да главнина Трећег сремског одреда заједно са бригадом пребаци у источну Босну. Припреме за одлазак сремских партизана у Босну вршене су у јединицама Посавског батаљона, као и у селима овог дела Срема. Двадесетак младића из Ашање ступило је тада у Посавски батаљон, што је изазвало велику радост код Каменог и његовог кума Гвозденог. Из рејона Брестача, Сибача и Суботишта, крајем октобра пут Босне је кренуло 250 бораца Посавског одреда и десетак кола натоварених храном. На Хајдучком брегу, на Фрушкој гори, 1. новембра 1942. дошло је до првог сусрета бораца Посавског одреда и бораца Шесте источнобосанске бригаде. Истог дана на заједничком састанку Штаба бригаде и Штаба Трећег сремског одреда одлучено је да Посавски батаљон уђе у састав Шесте источнобосанске бригаде као њен Четврти батаљон, док су Подунавски и Фрушкогорски батаљон остали у саставу Сремског одреда.

### Борбе у источној Босни
У ноћи 4/5. новембра 1942. борци Шесте источнобосанске бригаде и Трећег сремског одреда пребацили су се преко Саве и прешли у источну Босну. За сремске партизане ово је био сасвим други терен и нова средина, други услови живота и нови непријатељ — четници. Велики број сремских бораца, укључујући и Каменог, тешко је схватао партизанско-четничке сукобе, пошто у Срему није било четника, а посебне нејасноће су им стварале поделе међу самим четницима у источној Босни на Рачићеве, Керовићеве и Бижићеве. Након преласка Саве, код Бродца Доњег партизани су продужили према Мајевици и селу Доња Трнова, код Угљевика, где се налазио Главни штаб НОП одреда БиХ. Долазак 1.300 добро наоружаних и одморних партизана, међу којима је било око 800 добровољаца из Срема, узнемирио је четнике на Мајевици, а посебно капетана Рачића, који је након одласка Шесте источнобосанске бригаде загосподарио овим тереном. Убрзо по доласку у Трнову, партизани су одлучили да разбију четничке снаге у рејону Горње и Доње Пилице, а да потом нападну усташко-домобранска упоришта на путу Зворник—Бијељина. Напад на четничке снаге Драгослава Рачића извршен је 11. новембра 1942, а након борбе код манастира Тавна, четници су се повукли према Дрини и прешли у Србију. Разбијање Рачићевих четничких снага била је прва заједничка борба босанских и сремских партизана, али и значајан војно-политички успех, јер је он требао да обједини све четничке групе у источној Босни и стави их под команду Драже Михаиловића.

Кад су Сремци кренули

са те Фрушке горе

па одоше за Босну

тамо да се боре.

Кад су стигли до Босне,

до те реке Саве,

угледаше Мајевицу,

брда јој се плаве.

Ој, ти Босно, поносна,

високих брегова,

ето теби у помоћ

Сремачких синова.

— део из песме Кад су Сремци кренули са те Фрушке горе
После разбијања четника, извршен је 16. новембра 1942. напад на усташко-домобранско упориште у Лопару. У току ове борбе, Четврти сремски батаљон, у коме се налазио Камени, успео је да заузме утврђено домобранско упориште у самом центру. Овом приликом заробљено је осамдесетак домобрана и већа количина оружја и муниције. У тренутку напада на Лопаре, Керовићеви и Бижићеви четници су извршили напад на Вукосавце, где се налазио један батаљон из Трећег сремског одреда, како би спречили нарушавање њиховог примирја са домобранима, али су били одбијени. Након ослобођења Лопара, немачке снаге из Тузле су кренуле ка Лопарама, али су биле одбијене. Како би помогле немачки напад, усташе су заузеле једно брдо на путу Тузла—Лопаре, а њихово упориште разбио је Четврти посавски батаљон. У овој борби, Камени је успео да се привуче њиховом рову, баци бомбу и потом ускочи у ров и почне борбу са изненађеним усташама. Како би казнили четнике, који су у их у току напада на домобране у Лопару, напали у Вукосавцима, партизани су одлучили да разбију њихове снаге на Мајевици. Ни четници нису мировали, па су у планирану офанзиву против партизана позвали четничке јединице са Требаве, Озрена и Посавине. За то време Четврти сремски батаљон је водио борбе против немачких и усташко-домобранских снага, које су 24. новембра 1942. успеле да поново заузму Лопаре. Сазнавши за долазак јачих четничких снага, Штаб Шесте источнобосанске бригаде и Сремског одреда донео је одлуку о офанзиви на четнике Ђуре Бижића, чији се штаб у Малешевцимa. Подељени у три колоне, босански и сремски партизани опколили су Малешевце и у зору 28. новембра 1942. напали око 1.300 четника. Иако изненађени, четници су пружили одлучан отпор, али су након вишечасовне борбе разбијени — заробљено је око 600, а убијено и рањено око 250 четника. Међу погинулима био је и четнички командант Ђуро Бижић, док је војвода Керовић успео да побегне. Након ове борбе, четници су били потпуно разбијени и до краја рата више нису представљали озбиљнију војничку снагу у североисточној Босни.
Средином децембра 1942. јаке немачке и усташко-домобранске снаге отпочеле су операцију против партизанских снага на Мајевици са циљем њиховог окружења и уништења. Како би избегла уништење главнина партизанских снага (Шеста источнобосанска бригада и Сремски одред) се у ноћи 19/20. децембра пробила преко комуникације Тузла—Зворник и отишла према Бирачу. У току пробоја из окружења, као и током држања одступнице главнини бригаде, посебно тешке борбе водио је Четврти сремски батаљон, у коме се налазио Влада Камени, на кога је снажан утисак оставила погибија његових сабораца Живка Џакуле Плавог и Миленка Веркића, који су били родом из Обрежа. По доласку у Бирач, партизани су разбили четнике снаге са Романије, које су у јесен 1942. заузеле овај терен, а крајем децембра Шеста источнобосанска бригада је отишла на Романију, како би помогла партизанским снагама на Гласинцу у борби против четника. Током наредних десетак дана бригада је прокрстарила Романију, Гласинац и Звијезду и уништила неколико четничких група и усташко упориште у Жљебовима.

### У Другој војвођанској бригади
Током фебруара 1943. из Срема је у источну Босну дошла нова група бораца, због чега је Четврти сремски батаљон (ранији Посавски батаљон) из Шесте источнобосанске бригаде враћен у састав Трећег сремског одреда, који је почетком марта 1943. нарастао на око 800 бораца. Крајем марта и почетком априла 1943. из Срема су стигле још две групе бораца, од којих су формирана још два батаљона. Прилив нових бораца условио је да се од шест батаљона Трећег сремског одреда формирају Прва и Друга група војвођанских ударних батаљона, које су у току априла прерасле у Прву и Другу војвођанску ударну бригаду. Приликом формирања Друге војвођанске бригаде, чији је командант био Радослав Јовић Мишко, Влада Камени је распоређен за командира Пете чете у Другом батаљону. Ову дужност примио је након дугог убеђивања од стране команданта и комесара Петог батаљона, Милана Јешића Ибре и Воје Живановића Џокеја, јер није желео да напусти дужност пушкомитраљесца. За политичког комесара његове чете именован је његов друг из Ашање Јоца Станишић, док су заменик командира и комесара били Никола Закић Гавран и Никола Вуњак Мехо из Доњих Петроваца. Након формирања, бригада је извесно време провела на Мајевици и у Семберији, где је извела неколико акција, а након нове непријатељске офанзивне акције, како би избегла фронталне борбе, пребацила се у Бирач. Како је становништво у овом крају било сиромашно, али наклоњено партизанима, било је потребно организовати доставу хране из Срема и Семберије за исхрану бораца и становништва. Крајем маја 1943. из Срема је у источну Босну дошао нови транспорт са 1.100 нових бораца и око 100 кола натоварених храном.
Јаке усташке снаге из Власенице, потпомогнуте деловима Црне легије, отпочеле су 6. јуна 1943. напад на Шековиће. Како је бројчано јачи непријатељ упорно нападао, запретила је опасност да се место нађе у окружењу, па су рањеници и народ евакуисани. Партизанске снаге су се потом повукле са положаја и кренуле ка Власеници, а након тога извршиле напад на домобранску посаду у Рујиштима. Заробљени домобрани су након напада пуштени, али им је пре тога саопштено да ће партизани сутра напасти Власеницу, што је изазвало забуну међу усташама, које су одмах напустиле Шековиће и кренуле ка Власеници. Из Рујишта, партизанске снаге су извеле марш преко Јавора и у ноћи 11/12. јуна извршиле напад на усташку посаду у Сребреници. Напад је вршила Прва војвођанска бригада, док је Други батаљон Друге војвођанске бригаде, у коме се налазио Влада Камени, распоређен на обезбеђење правца из Братунца. Усташку посаду сачињавале су окореле усташе из Францетићеве Црне легије, које су читаве ноћи пружале огорчен отпор. Како им помоћ из Братунца није стизала, одлучили су да се кроз један поток пробију из Сребренице. Приликом пробијања, усташе су наишле на положаје које је запосела чета Владе Каменог, који је иако командир чете узео пушкомитраљез и из стојећег става пуцао на усташе. У овом сукобу погинуло је 34, а рањено 23 усташа. Заузимање Сребренице био је велики успех бораца из Војводине, јер је ово био први град који су заузели у источној Босни, а заплењена је и велика количина наоружања и муниције.
Након заузимања Сребренице, Прва и Друга војвођанска бригада су се вратиле у Шековиће, а после добијања вести да се Главна оперативна група Врховног штаба НОВ и ПОЈ пробила из обруча на Сутјесци и заузела Хан Пијесак, одлучено је да оне изврше напад на Власеницу. Напад на јак усташко-домобрански гарнизон у Власеници, почео је у ноћи 22/23. јуна, али је због огорчене одбране, посебно у утврђеним бункерима на узвишици Виселици, као и нападу усташких снага које су се повлачиле из Хан Пијеска, био обустављен. У овом нападу погинуло је око 70 партизана, од чега је највише било из Владиног Другог батаљона, који је током ноћи нападао на усташко утврђење на врху Кик. Нови напад на блокирану Власеницу, извршен је у ноћи 24/25. јуна, након доласка Прве пролетерске ударне бригаде. После ослобођења Власенице, остатак непријатељске посаде пробио се према Дрињачи, коју су Друга војвођанска и Прва пролетерска заузеле 28. јуна. Долазак Врховног штаба у источну Босну, као и његов сусрет са војвођанским бригадама и Оперативним штабом за Војводину, имао је велики значај, јер је донета одлука о формирању Шеснаесте војвођанске дивизије и Главног штаба НОВ и ПО Војводине.
Почетком јула 1943. Штаб Прве пролетерске дивизије донео је одлуку о заузимању Зворника, најјачег окупаторско-квислиншког упоришта у источној Босни и важног саобраћајног и стратегијског чвора, кога је бранио један батаљон немачке 369. дивизије, делови разбијене усташке Прве бригаде и домобрански 15. пешадијски пук, јачине око 3.000 војника. За напад на град, била је одређена Прва пролетерска бригада и Други батаљон Друге војвођанске бригаде, у коме се налазио Влада Камени, док су остали јединице из Друге и Прве војвођанске бригаде биле на обезбеђењу од Цапарда и Бијељине. Напад партизанских снага, под командом Филипа Кљајића Фиће, отпочео је увече 4. јула и трајао читаве ноћи. Чвор одбране Зворника налазио се у Зворничкој тврђави (Кула град), у чијем су заузимању учествовали борци из Владиног батаљона. Учешће у борби са прекаљеним борцима Прве пролетерске бригаде, за њих је била велика част, с обзиром да су се остали батаљони војвођанских бригада налазили на обезбеђењу. Након што се обруч око града све више стезао, а један партизански батаљон успео да се пробије у сам град, преостале непријатељске снаге почеле су са повлачењем преко Дрине у Србију, где су их прихватиле немачке снаге из 104. ловачке дивизије и припадници Руског заштитног корпуса. У току напада на Зворник, јаке немачко-усташке снаге из Цапарда предузеле су неколико снажних напада како би помогле опкољеном гарнизону, али су одбијене од стране јединица Прве и Друге војвођанске бригаде. Посебно тешке борбе вођене су на Снагову са немачким тенковима, где је погинуо Станислав Лазић Гвоздени Владин нераздвојни друг и саборац. Његова смрт посебно му је тешко пала, пошто је дуго година радио као слуга код његовог оца Милоша, где је са њим постао близак пријатељ, а после окупације су се заједно прикључили Народноослободилачком покрету, отишли у партизане и ратовали по Срему и Босни.

### Погибија
Погинуо је 2. јуна 1944. године, у борби с групом Немаца, на Галовичком каналу, између села Карловчића, Михаљеваца и Шимановаца. После његове погибије, један батаљон Шесте војвођанске бригаде носио је његово име. Заједно са њим погинули су — Кристина Петошвић (1925—1944) из Карловчића, Ангелина Дамјановић (1925—1944) из Суботишта, Радослав Инђић (1928—1944) из Војке, Ненад Берисављевић (1923—1944) из Ердевика и Владимир Чумпајло из Руме.

## Народни херој
Поводом обележавања Дана борца и десетогодишњице устанка у Југославији, Указом Президијума Народне скупштине ФНР Југославије број 53. од 5. јула 1951. проглашен је за народног хероја. Истог дана, за народне хероје, између осталих су проглашени — Нада Димић, Милош Мамић, Павле Пап Шиља и др. Први је народни херој из југоисточног Срема, док је Миленко Веркић из Обрежа, проглашен 20. децембра 1951, а Душан Вукасовић из Петровчића, 6. јула 1953. године.
Основна школа „Влада Обрадовић Камени” у новобеоградском насељу Ледине, његово име носи од 15. априла 1966, a Предшколска установа „Влада Обрадовић Камени” из Пећинаца од 1978. године. Улице са његовим именом постоје у Земуну, Инђији и Руми, као и у селима — Ашањи, Грабовцима, Прогару, Суботишту и Угриновцима.
Спомен-бисте Владе Обрадовића постављене су:
- у центру Ашање (украдена, али је 2018. обновљена)[45][46][47][48]
- испред зграде ПУ „Влада Обрадовић Камени” у Пећинцима[45]
- у дворишту ОШ „Влада Обрадовић Камени” у Новом Београду (украдена)[49][50]

Посмртни остаци Владе Обрадовића Каменог сахрањени су на гробљу у Ашањи, где му је подигнут споменик, а на месту његове погибије, на путу Карловчић—Сремски Михаљевци подигнуто је спомен-обележје Посавском партизанском одреду.